# Fred Kelly
Frederick « Fred » Warren Kelly (né le 12 septembre 1891 à Orange - mort le 7 mai 1974 à Medford) était un athlète américain, spécialiste du 110 m haies.
Il remporte la médaille d'or des Jeux olympiques d'été de 1912, à Stockholm, avec le temps de 15 s 1. 